# Antarchaea cataplexis
Antarchaea cataplexis är en fjärilsart som beskrevs av Dyar 1913. Antarchaea cataplexis ingår i släktet Antarchaea och familjen nattflyn. Inga underarter finns listade i Catalogue of Life.